# Limnophila chinensis
Limnophila chinensis är en grobladsväxtart som först beskrevs av Pehr Osbeck, och fick sitt nu gällande namn av Elmer Drew Merrill. Limnophila chinensis ingår i släktet Limnophila och familjen grobladsväxter.

## Underarter
Arten delas in i följande underarter:
- L. c. clarkei
- L. c. scaberrima